# آلبالوی گسترده
آلبالوی کوهستانی، آلبالوی گسترده (نام علمی: Prunus brachypetala) مترادف (نام علمی: Cerasus brachypetala var. bornmuelleri) نام یکی از گونه‌های زیرسرده گیلاس (زیرسرده) است. این زیرسرده در ایران ۹ گونه درخت و درختچه دارد که اکثراً در مناطق کوهستانی و صخره‌ای پراکنده‌اند.